# No-Do
No-Do – nazwa odnosząca się do filmów, które zaczęły powstawać w Hiszpanii w latach czterdziestych (w czasach dyktatury generała Franco) w celu indoktrynowania społeczeństwa. Przestały być produkowane dopiero na początku lat osiemdziesiątych.